# Fabio Strauss
Fabio Strauss (Salisburgo, 6 agosto 1994) è un calciatore austriaco, difensore del Blau-Weiß Linz.

## Caratteristiche tecniche
È un difensore centrale.

## Carriera
Cresciuto nelle giovanili dell'Austria Salisburgo, ha esordito il 14 maggio 2011 in occasione del match vinto 3-0 contro l'Höchst.

## Statistiche

### Presenze e reti nei club
Statistiche aggiornate al 6 gennaio 2017.
| Stagione                  | Squadra                   | Campionato                | Campionato | Campionato | Coppe nazionali | Coppe nazionali | Coppe nazionali | Coppe continentali | Coppe continentali | Coppe continentali | Altre coppe | Altre coppe | Altre coppe | Totale | Totale | Totale |
| Stagione                  | Squadra                   | Comp                      | Pres       | Reti       | Comp            | Pres            | Reti            | Comp               | Pres               | Reti               | Comp        | Pres        | Reti        | Pres   | Reti   |        |
| ------------------------- | ------------------------- | ------------------------- | ---------- | ---------- | --------------- | --------------- | --------------- | ------------------ | ------------------ | ------------------ | ----------- | ----------- | ----------- | ------ | ------ | ------ |
| 2010-2011                 | Austria Salisburgo        | RL                        | 2          | 0          | CA              | 0               | 0               |                    | -                  | -                  |             | -           | -           | 2      | 0      |        |
| 2011-2012                 | Austria Salisburgo        | RL                        | 7          | 0          | CA              | 0               | 0               |                    | -                  | -                  |             | -           | -           | 7      | 0      |        |
| 2012-2013                 | Austria Salisburgo        | RL                        | 28         | 0          | CA              | 0               | 0               |                    | -                  | -                  |             | -           | -           | 28     | 0      |        |
| 2013-2014                 | Austria Salisburgo        | RL                        | 24+2       | 0          | CA              | 1               | 0               |                    | -                  | -                  |             | -           | -           | 27     | 0      |        |
| Totale Austria Salisburgo | Totale Austria Salisburgo | Totale Austria Salisburgo | 63         | 0          |                 | 1               | 0               |                    | 0                  | 0                  |             | -           | -           | 64     | 0      |        |
| 2014-2015                 | Grödig                    | BL                        | 4          | 0          | CA              | 1               | 0               |                    | -                  | -                  |             | -           | -           | 5      | 0      |        |
| 2015-2016                 | Grödig                    | BL                        | 13         | 0          | CA              | 1               | 0               |                    | -                  | -                  |             | -           | -           | 14     | 0      |        |
| Totale Grödig             | Totale Grödig             | Totale Grödig             | 17         | 0          |                 | 2               | 0               |                    | 0                  | 0                  |             | -           | -           | 19     | 0      |        |
| 2016-2017                 | Admira Wacker M.          | BL                        | 23         | 0          | CA              | 4               | 0               |                    | -                  | -                  |             | -           | -           | 27     | 0      |        |
| 2017-2018                 | Admira Wacker M.          | BL                        | 21         | 0          | CA              | 1               | 0               |                    | -                  | -                  |             | -           | -           | 22     | 0      |        |
| Totale carriera           | Totale carriera           | Totale carriera           | 124        | 0          |                 | 8               | 0               |                    | -                  | -                  |             | -           | -           | 132    | 0      |        |